# Skeleton ai XXI Giochi olimpici invernali - Singolo maschile
La gara di singolo maschile dello skeleton ai Giochi olimpici invernali di Vancouver 2010 si è svolta tra il 18 e il 19 febbraio 2010 al Whistler Sliding Centre. La gara è consistita di quattro manche, due delle quali disputate il primo giorno e due il secondo. Il vincitore è stato il canadese Jon Montgomery.
Il campione olimpico uscente era il canadese Duff Gibson, che non ha partecipato essendosi ritirato dopo i Giochi del 2006; neppure il campione del mondo, lo svizzero Gregor Stähli, è stato presente, a causa di un infortunio subito il 20 novembre 2009.

## Risultati
In corsivo è indicato il tempo di spinta; in grassetto il miglior tempo della manche.
| Pos. | Num. | Nome                  | Nazione       | Run 1         | Run 2         | Run 3         | Run 4        | Totale       | Distacco     |              |
| ---- | ---- | --------------------- | ------------- | ------------- | ------------- | ------------- | ------------ | ------------ | ------------ | ------------ |
|      | 5    | Jon Montgomery        | Canada        | 4"62 52"60    | 4"63 52"57    | 4"65 52"20 TR | 4"61 52"36   | 3'29"73      | -            |              |
|      | 1    | Martins Dukurs        | Lettonia      | 4"53 52"32 TR | 4"54 52"59    | 4"55 52"28    | 4"53 52"61   | 3'29"80      | +0"07        |              |
|      | 8    | Aleksandr Tret'jakov  | Russia        | 4"52 SR 52"70 | 4"48 SR 53"05 | 4"53 52"30    | 4"50 52"70   | 3'30"75      | +1"02        |              |
| 4    | 4    | Tomass Dukurs         | Lettonia      | 4"66 52"94    | 4"66 52"88    | 4"68 52"62    | 4"65 52"69   | 3'31"13      | +1"40        |              |
| 5    | 12   | Zach Lund             | Stati Uniti   | 4"72 53"04    | 4"74 52"85    | 4"74 52"57    | 4"71 52"81   | 3'31"27      | +1"54        |              |
| 6    | 6    | Kristan Bromley       | Gran Bretagna | 4"70 52"91    | 4"75 52"89    | 4"70 52"70    | 4"70 52"80   | 3'31"30      | +1"57        |              |
| 7    | 2    | Frank Rommel          | Germania      | 4"67 52"90    | 4"70 53"25    | 4"70 52"55    | 4"67 52"70   | 3'31"40      | +1"67        |              |
| 8    | 15   | Matthias Guggenberger | Austria       | 4"65 52"75    | 4"62 53"02    | 4"70 53"03    | 4"66 53"01   | 3'31"81      | +2"08        |              |
| 9    | 10   | Jeff Pain             | Canada        | 4"81 53"03    | 4"87 53"18    | 4"80 53"00    | 4"79 52"65   | 3'31"86      | +2"13        |              |
| 10   | 3    | Sandro Stielicke      | Germania      | 4"78 53"18    | 4"83 53"24    | 4"78 52"64    | 4"76 53"02   | 3'32"08      | +2"35        |              |
| 11   | 14   | Ben Sandford          | Nuova Zelanda | 4"80 53"11    | 4"84 53"32    | 4"82 52"90    | 4"86 53"26   | 3'32"59      | +2"86        |              |
| 12   | 17   | Sergej Čudinov        | Russia        | 4"64 53"64    | 4"72 53"26    | 4"70 53"13    | 4"68 52"92   | 3'32"95      | +3"22        |              |
| 13   | 7    | Mirsad Halilović      | Germania      | 4"75 53"09    | 4"79 53"87    | 4"77 52"92    | 4"77 53"24   | 3'33"12      | +3"39        |              |
| 14   | 9    | Eric Bernotas         | Stati Uniti   | 4"75 53"23    | 4"79 53"55    | 4"73 53"33    | 4"76 53"16   | 3'33"27      | +3"54        |              |
| 15   | 21   | Gregory Saint-Genies  | Francia       | 4"76 53"40    | 4"78 53"16    | 4"80 53"32    | 4"80 53"43   | 3'33"11      | +3"58        |              |
| 16   | 18   | Pascal Oswald         | Svizzera      | 4"76 53"77    | 4"76 53"68    | 4"73 53"00    | 4"76 53"30   | 3'33"75      | +4"02        |              |
| 17   | 13   | John Daly             | Stati Uniti   | 4"66 54"08    | 4"74 53"65    | 4"65 53"23    | 4"64 53"05   | 3'34"01      | +4"28        |              |
| 18   | 16   | Adam Pengilly         | Gran Bretagna | 4"68 53"75    | 4"71 54"17    | 4"76 53"36    | 4"73 53"23   | 3'34"51      | +4"78        |              |
| 19   | 23   | Shinsuke Tayama       | Giappone      | 4"77 53"94    | 4"81 53"84    | 4"77 54"03    | 4"76 53"36   | 3'35"17      | +5"44        |              |
| 20   | 20   | Kazuhiro Koshi        | Giappone      | 4"91 54"02    | 4"90 54"10    | 4"87 53"74    | 4"84 53"42   | 3'35"28      | +5"55        |              |
| 21   | 19   | Anže Šetina           | Slovenia      | 4"72 54"50    | 4"72 54"35    | 4"69 53"75    | -            | -            | -            |              |
| 22   | 27   | Cho In Ho             | Corea del Sud | 4"87 54"46    | 4"88 54"42    | 4"84 54"28    | -            | -            | -            |              |
| 23   | 22   | Anthony Deane         | Australia     | 4"69 54"55    | 4"70 54"12    | 4"87 54"68    | -            | -            | -            |              |
| 24   | 25   | Ander Mirambell       | Spagna        | 4"80 54"77    | 4"79 54"59    | 4"79 54"26    | -            | -            | -            |              |
| 25   | 26   | Patrick Shannon       | Irlanda       | 4"77 55"18    | 4"79 55"20    | 4"79 54"60    | -            | -            | -            |              |
| 26   | 28   | Nicola Drocco         | Italia        | 4"69 55"77    | 4"72 54"60    | 4"73 54"97    | -            | -            | -            |              |
| -    | 24   | Iain Roberts          | Nuova Zelanda | 4"87 55"21    | 4"93 57"58    | non partito   | -            | -            | -            |              |
| -    | 11   | Michael Douglas       | Canada        | squalificato  | squalificato  | squalificato  | squalificato | squalificato | squalificato | squalificato |